# Costa do Centro-Sul
A Costa do Centro-Sul ou Nam Trung Bo é uma das 8 regiões do Vietname. As regiões do Vietnã não possuem fins administrativos apenas econômicos e estatísticos.

## Províncias
- Binh Dinh
- Da Nang
- Khanh Hoa
- Phu Yen
- Quang Nam
- Quang Ngai